# Indian Institute of Technology Kanpur
L'Indian Institute of Technology Kanpur (in hindī भारतीय प्रौद्योगिकी संस्थान कानपुर, Bhāratīya praudyogikī saṃsthāna Kānapura) o brevemente IITK è un istituto di tecnologia della città di Kanpur nato nel 1960.
L'IITK Kanpur si è focalizzato nella ricerca di tipo ingegneristico e nelle scienze, e nell'insegnamento universitario.